# رنه گانیه
رنه گانیه (فرانسوی: René Gagnet‎; ۵ فوریهٔ ۱۸۹۱ – ۱۲ اکتبر ۱۹۵۱) دوچرخه‌سوار اهل فرانسه بود.